# Verwaltungsgericht Stade

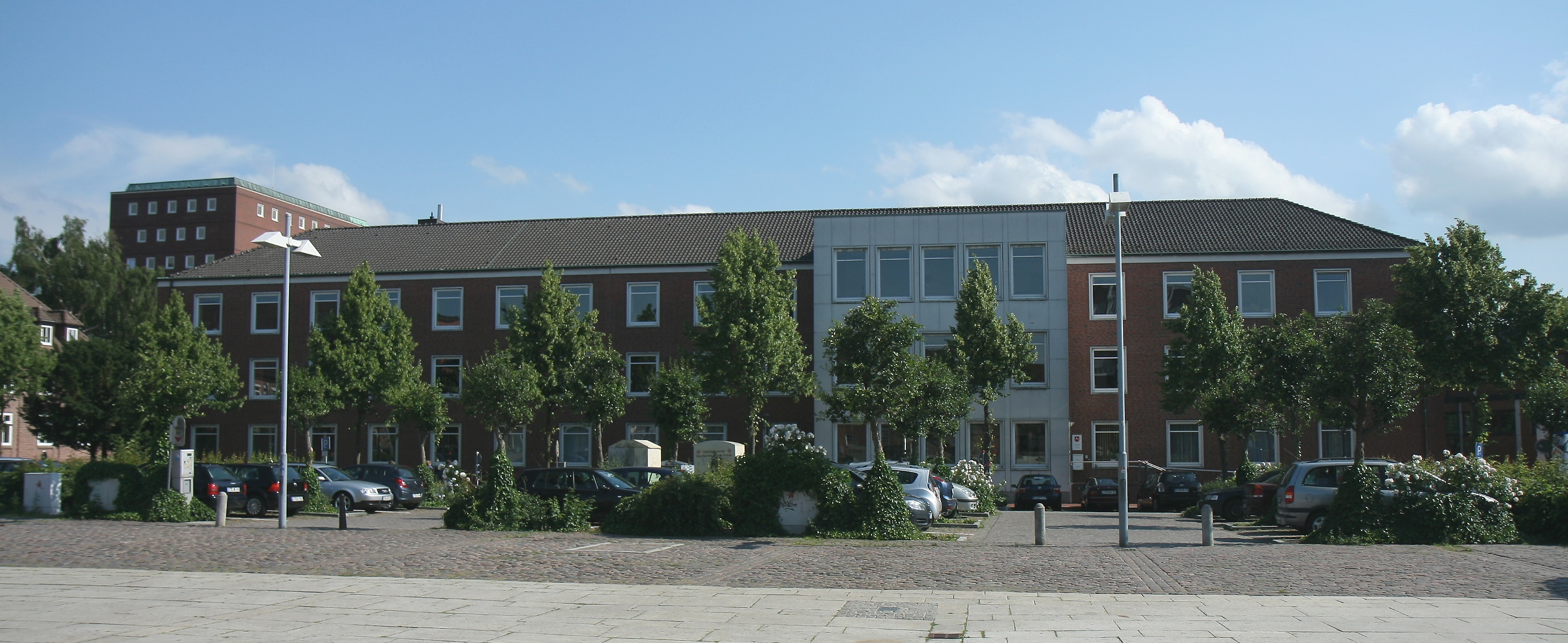
Gerichtsgebäude

Das Verwaltungsgericht Stade ist eines von sieben Verwaltungsgerichten des Landes Niedersachsen in Deutschland. Es hat seinen Sitz Am Sande 4a in Stade.

## Gerichtsbezirk

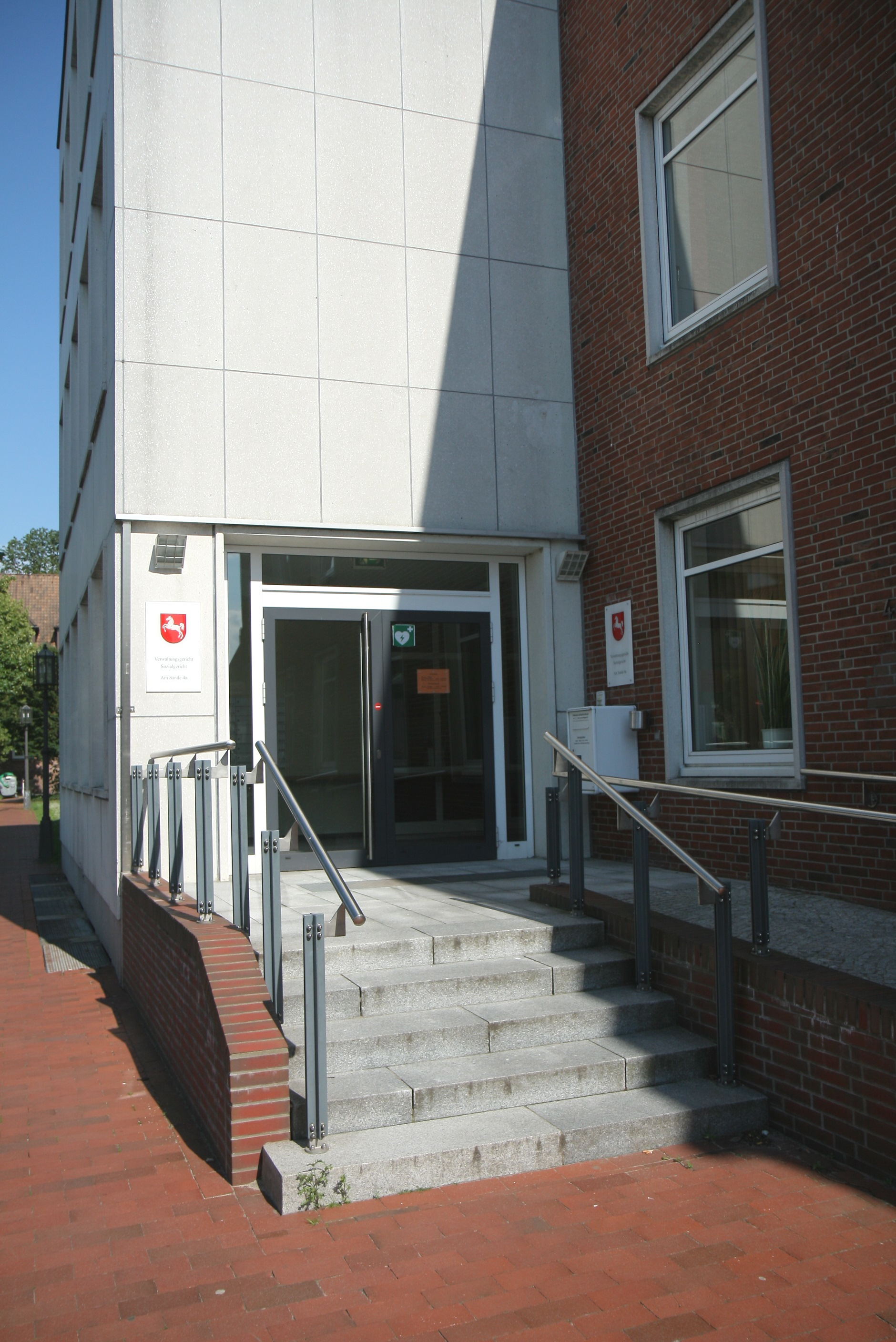
Eingangsbereich

Der Gerichtsbezirk umfasst die Landkreise Cuxhaven, Osterholz, Rotenburg (Wümme), Stade und Verden. Außerdem ist das Verwaltungsgericht Stade für das gemeinde- und kreisfreie Gebiet der Küstengewässer einschließlich der Elbe und der davon eingeschlossenen oder daran angrenzenden gemeinde- und kreisfreien Gebiete, im Westen begrenzt durch die östliche Landesgrenze mit der Freien und Hansestadt Hamburg (Exklave Neuwerk/Scharhörn). Der Gerichtsbezirk hat somit über 800.000 Gerichtseingesessene.

## Organisation
Präsidentin ist Susanne Lang.

## Instanzenzug
Dem Verwaltungsgericht Stade übergeordnet ist in erster Instanz das Niedersächsische Oberverwaltungsgericht in Lüneburg und in letzter Instanz das Bundesverwaltungsgericht in Leipzig.